# Raphaël Astier
Pour les articles homonymes, voir Astier.
Raphaël Astier, né le 10 décembre 1976 à Alès, est un pentathlonien français.
Aux Championnats d'Europe de pentathlon moderne 2000 à Székesfehérvár, il est médaillé de bronze par équipes.
Il est sacré champion de France en 2005 et en 2006.